# San José del Aguaje
San José del Aguaje är en ort i Mexiko.   Den ligger i kommunen Viesca och delstaten Coahuila, i den centrala delen av landet, 700 km nordväst om huvudstaden Mexico City. San José del Aguaje ligger 1 459 meter över havet och antalet invånare är 406.
Terrängen runt San José del Aguaje är huvudsakligen platt, men österut är den kuperad. Runt San José del Aguaje är det mycket glesbefolkat, med 2 invånare per kvadratkilometer. Det finns inga andra samhällen i närheten. Omgivningarna runt San José del Aguaje är i huvudsak ett öppet busklandskap.